# ジョージ・ボロー
ジョージ・ヘンリー・ボロー（英語: George Henry Borrow、1803年7月5日 - 1881年7月26日) 彼は英国の作家、旅行家、文献学者でした
彼の旅行小説は、ヨーロッパを旅行した彼自身の経験に基づいています。彼は、彼の作品に頻繁に登場するロマ族に特別な関心を示しました。

## 主な作品
- ジンカリ The Zincali（1841年）
- スペインの聖書 The Bible in Spain (1843年)
- ラヴェングロ Lavengro (1851年)
- ロマニー・ライ The Romany Rye (1857年)
- ワイルド・ウェールズ Wild Wales (1862年)